# Andi-Lucian Cristea

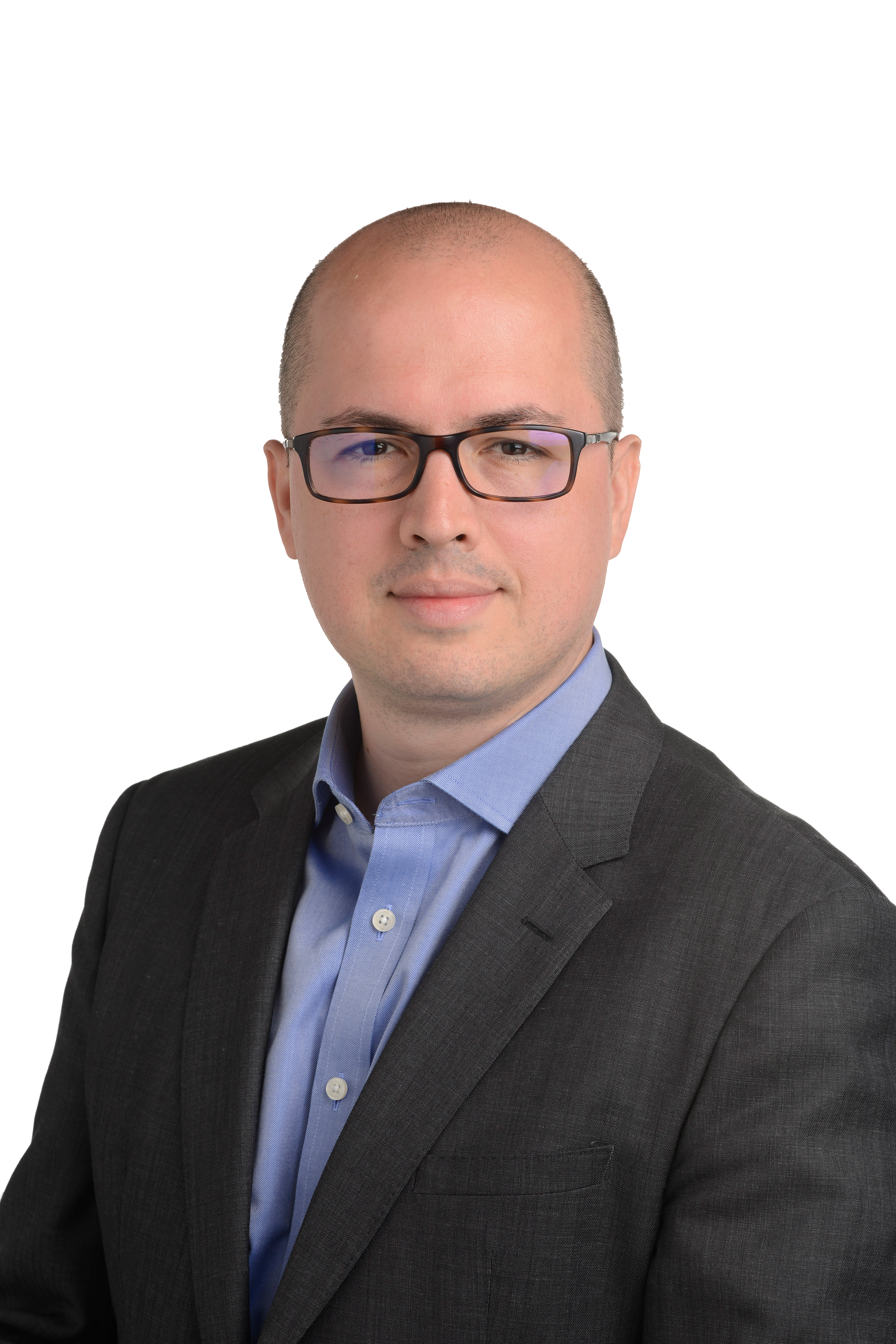
Andi-Lucian Cristea

Andi-Lucian Cristea (* 5. Januar 1982 in Buzău) ist ein rumänischer Politiker der Partidul Social Democrat.

## Leben

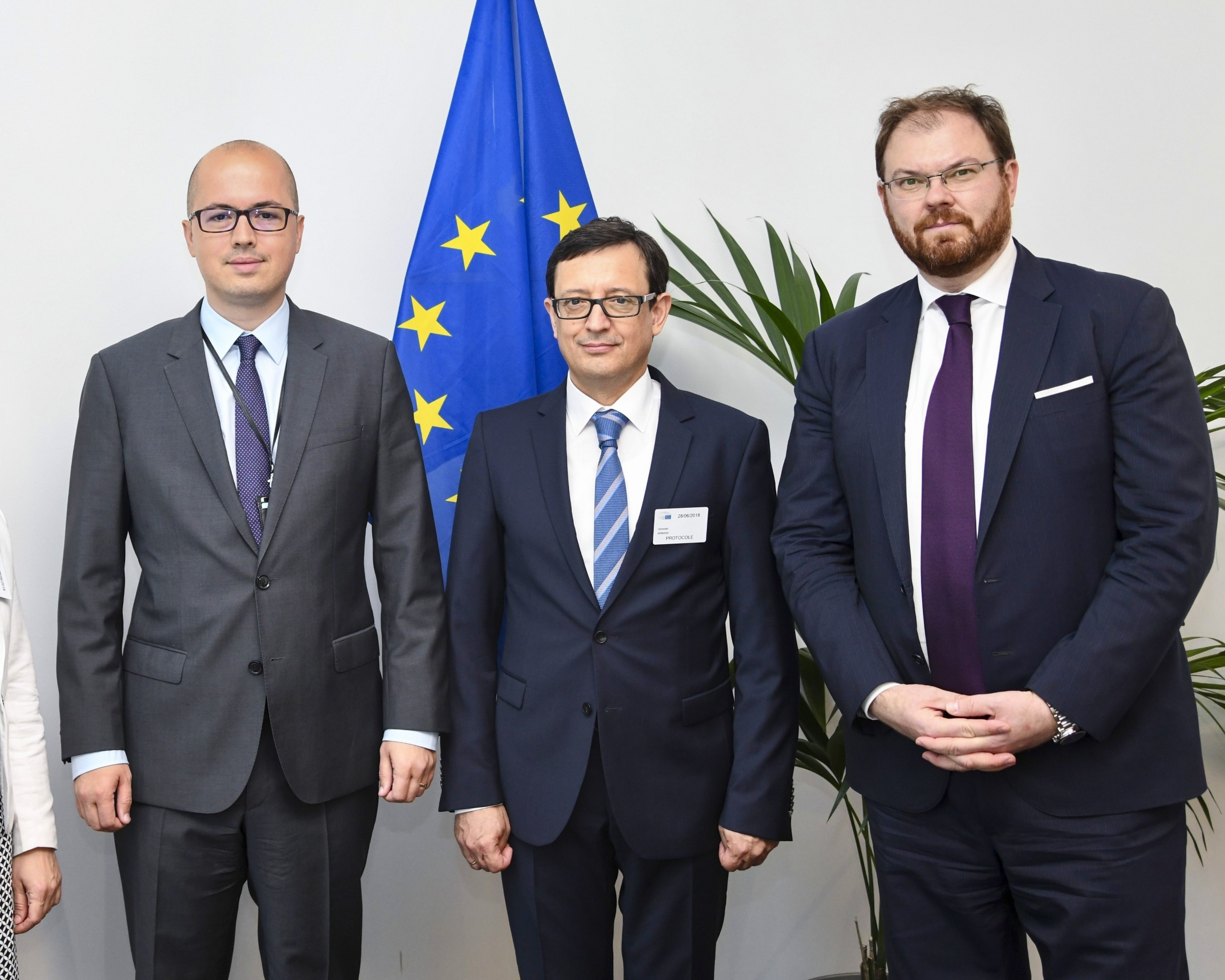
Cristea mit Finanzminister Octavian Armașu (Mitte) und NBM-Gouverneur Sergiu Cioclea am 28. Juni 2018 in Brüssel

Cristea war erstmals von 2014 bis 2019 Abgeordneter im Europäischen Parlament. Dort war er Vorsitzender der Delegation im Ausschuss für parlamentarische Kooperation EU-Moldau und Mitglied in der Konferenz der Delegationsvorsitze, im Ausschuss für auswärtige Angelegenheiten, im Unterausschuss Menschenrechte und in der Delegation in der Parlamentarischen Versammlung EURO-NEST. Am 2. Dezember 2024 rückte er für Roxana Mînzatu erneut ins Europäische Parlament nach.